# روسیه تزاری
روسیه تزاری که با نام روسیه مسکووی نیز شناخته می‌شود، یک حکومت متمرکز در تاریخ روسیه از زمان استفادهٔ رسمی عنوان تزار توسط ایوان چهارم در سال ۱۵۴۷، تا تأسیس امپراتوری روسیه توسط پتر کبیر در سال ۱۷۲۱ میلادی بود.
روسیه تزاری با همسایگان خود چون مشترک‌المنافع لهستان-لیتوانی، خانات کریمه، امپراتوری سوئد و عثمانی پیوسته در جنگ بود. از سال ۱۵۰۰ تا ۱۷۰۰، قلمرو روسیه به‌طور متوسط سالانه ۳۵٬۰۰۰ کیلومتر مربع (۱۴٬۰۰۰ مایل مربع) رشد کرد. این دوران مهم از تاریخ روسیه شامل تحولاتی چون انتقال دودمان حاکم از دودمان روریک به رومانوف، تمرکز دولت و استبداد تزاری، فتح سیبری توسط روسیه و اصلاحات مذهبی چون راسکول بود که تا سلطنت پتر کبیر در اواخر سدهٔ هفدهم ادامه یافت که این حکومت را به امپراتوری روسیه تبدیل کرد.

## نام
نخستین حکومت بزرگ تاریخ روسیه روس کی‌یف نام داشت. به دنبال افول حکومت روس کی‌یف در سدهٔ دوازدهم، قلمرو آن به چندین بخش ازجمله ولادیمیر-سوزدال در شمال، تجزیه شد. درحالی که قدیمی‌ترین نام شاهزاده‌نشین بزرگ مسکو که در اسناد آن استفاده می‌شد «روس» (به روسی: Русь) بود، شکل جدیدی از نام آن به زبان روسی تا سدهٔ پانزدهم رایج شد و نام بومی روس به راسیا (Rus(s)iya) یا روسیا (Ros(s)iya) که شکل یونانی روس بود تبدیل شد. سرانجام اصطلاح «روسیه» به تدریج جایگزین نام روس شد. از آنجایی که هم پایتخت شاهزاده‌نشین بزرگ مسکو و هم روسیه تزاری شهر مسکو بود، این سرزمین «روسیه مسکووی» یا به اختصار «مسکووی» هم خوانده می‌شد. اصطلاح مسکووی در اروپا و به ویژه در مناطق کاتولیک لاتین (جنوبی) ادامه یافت. اما نام روسیه به‌طور فزاینده‌ای در شمال اروپا و قلمرو امپراتوری مقدس روم به‌کار گرفته شد.

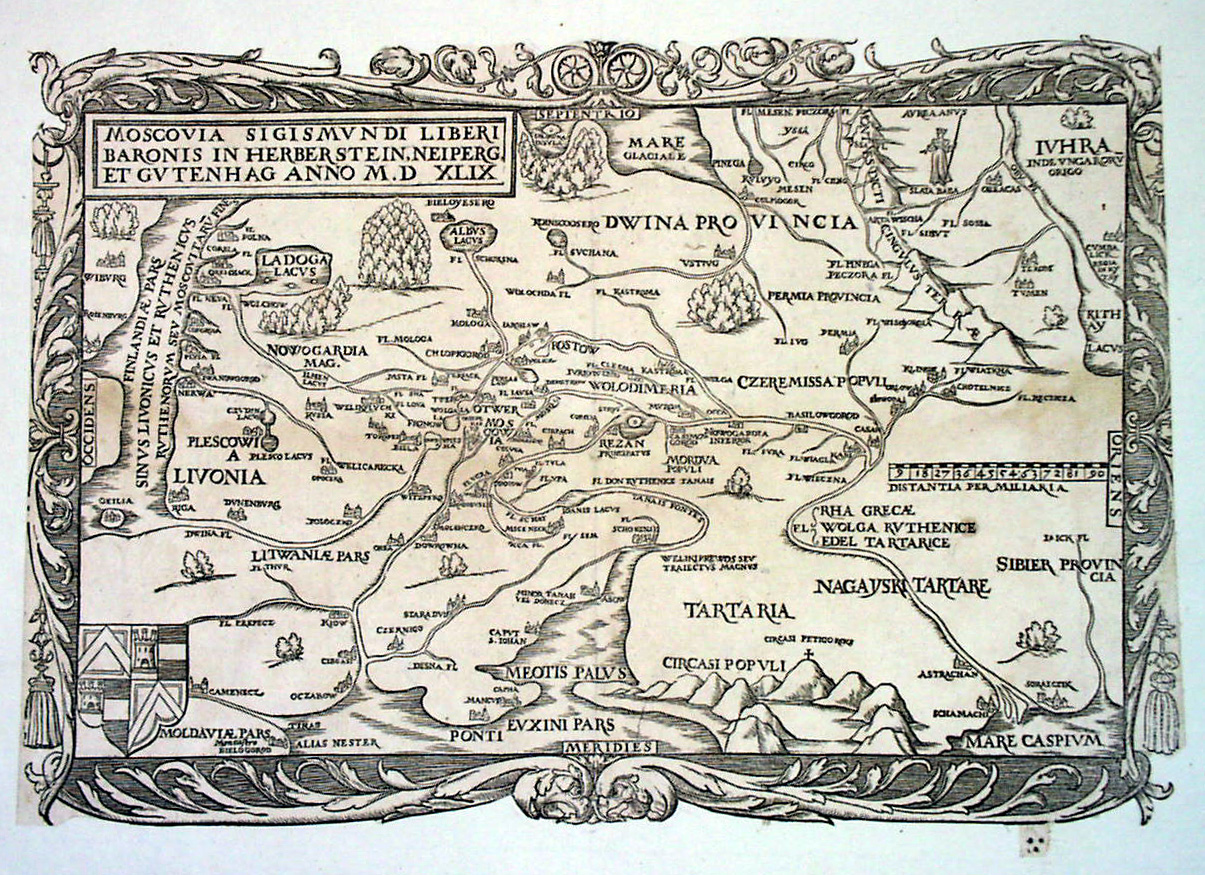
نقشهٔ روسیه تزاری متعلق به هربرشتاین در سال ۱۵۴۹ با نام مسکووی (Moscovia)
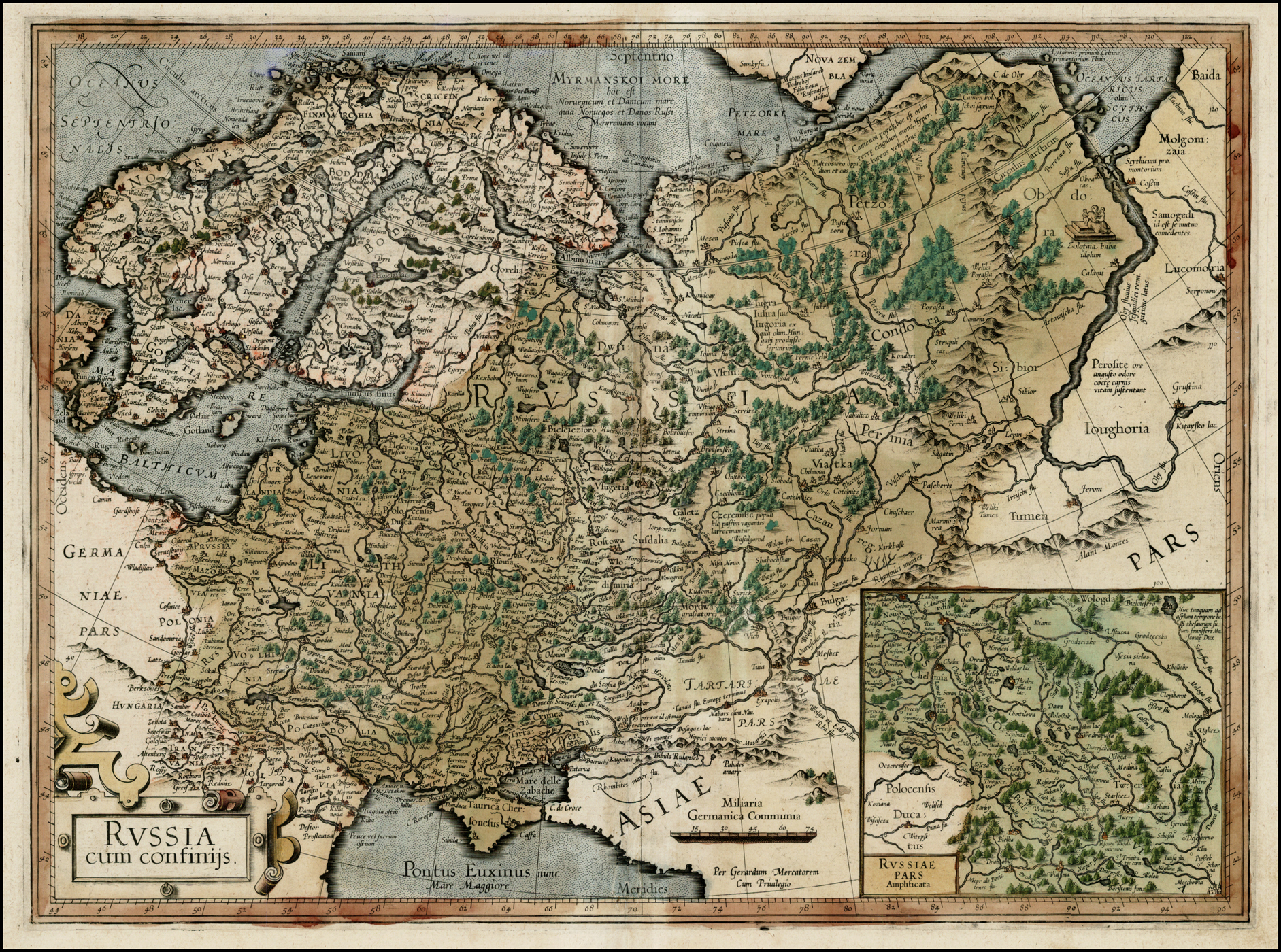
نقشهٔ روسیه تزاری متعلق به مرکاتور در سال ۱۵۹۵ با نام روسیا (Rvssia)
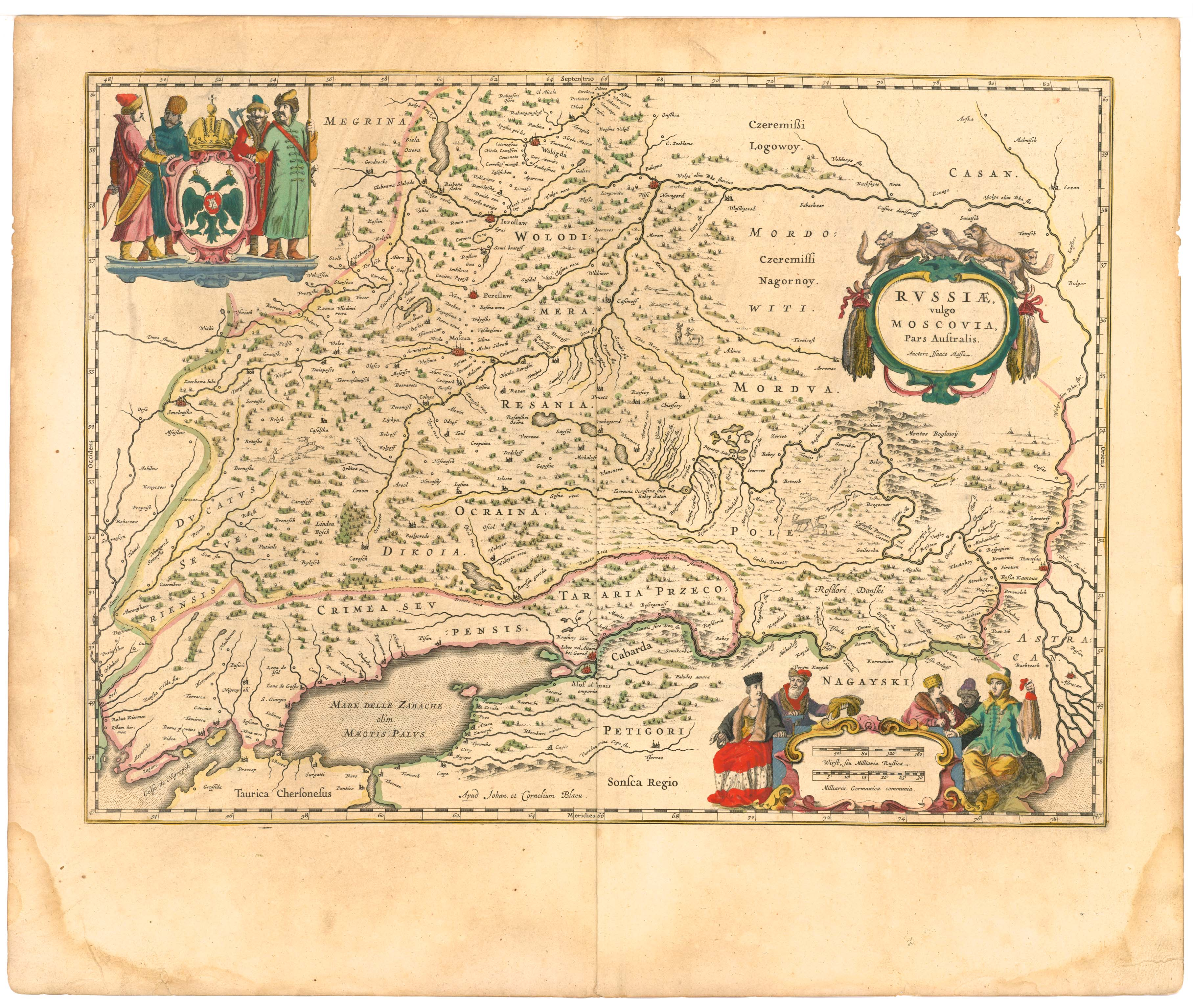
نقشهٔ روسیه تزاری در اطلس مایور در سال ۱۶۴۵ با نام روسیا معروف به مسکووی (Russiæ vulgo Moscovia)

## تاریخچه

### پیشینه

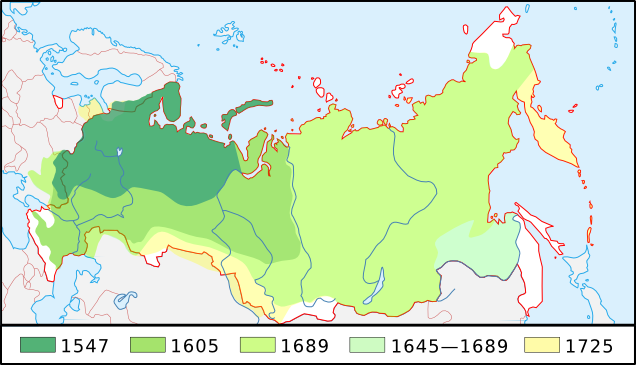
نقشه گسترش قلمرو روسیه تزاری

با کاهش تدریجی قدرت امپراتوری مغول که از کازان بر سرزمین‌های روسیه حکمرانی می‌کرد و سپس شکست خوردن آنها، دوران حکومت مسکووی آغاز شد. روسیه در اوایل سده شانزدهم میلادی، شاهد حکومت فرمانروایانی با شخصیت قدرتمند و خودکامه با نام «تزار» بود. نخستین حاکم روسیه که به‌طور جدی تلاش کرد تزار نامیده شود، ایوان سوم (۱۴۶۲–۱۵۰۵) شاهزاده بزرگ مسکو بود. او نخست عنوان «فرمانروای تمام روس» را برای خود برگزید و بعدها نیز شروع به استفاده منظم از عنوان تزار در دیپلماسی و روابط خود با دولت‌های غرب کرد. ایوان با استفاده از این لقب، سعی داشت تا تأکید کند که او یک حاکم یا امپراتور بزرگ و هم‌تراز با امپراتور بیزانس است. ایوان سوم همچنین ازدواج با سوفیا پالایولوگینا، برادرزادهٔ آخرین امپراتور بیزانس کنستانتین یازدهم در سال ۱۴۷۲ را، راهی برای آوردن مشروعیت بیزانسی به دربار روسیه در نظر بود. این کار موجب ورود هرچه بیشتر آیین‌ها و نمادهای بیزانسی به دربار روسیه شد.
به دنبال گسترش نفوذ روسیه، فیلوتئوس پاتریارک پسکوف در سال ۱۵۱۰ ادعا کرد که پس از سقوط قسطنطنیه به دست امپراتوری عثمانی در سال ۱۴۵۳، تزار روسیه تنها حاکم مشروع باقی مانده در «جهان ارتدکس» و مسکو (پس از رم و قسطنطنیه) روم سوم است. مفهوم «روم سوم» در تصور مردم روسیه از خود و سیاست‌های حکومت در قرون آینده، بسیار تأثیر گذاشت. تا آن زمان، مسکووی یک جامعهٔ ناشناخته در اروپا بود. اطلاعات بیشتر درباره آن توسط بازرگانان انگلیسی و هلندی منتشر شد.

### ایوان چهارم (۱۵۴۷–۱۵۸۴): بنیان‌گذاری
ایوان چهارم مشهور به «ایوان مخوف» در سال ۱۵۳۳ و در سه سالگی شاهزاده بزرگ مسکو شد. ابتدا جناح‌های شویسکی و بلسکی از بویارها برای کنترل سلطنت با هم رقابت می‌کردند؛ تا اینکه ایوان در سال ۱۵۴۷ خود تاج و تخت را به دست گرفت. او نخستین حاکم روسی بود که رسماً با عنوان «تزار» تاج‌گذاری کرد. با کمک مستمر گروهی از بویارها، ایوان سلطنت خود را با یک سری اصلاحات مفید آغاز کرد. در دهه ۱۵۵۰، او قوانین جدیدی وضع کرد، ارتش را اصلاح و حکومت‌های محلی را سازماندهی کرد. ایوان هنگ‌های استرلتسی را که نخستین هنگ‌های پیاده‌نظام مجهز به سلاح گرم در روسیه بودند ایجاد کرد. هدف این اصلاحات بدون شک تقویت دولت مرکزی در مواجهه با جنگ مداوم بود. شرکت مسکووی میان روسیه و انگلیس در سال ۱۵۳۳ و در زمان او تأسیس شد.

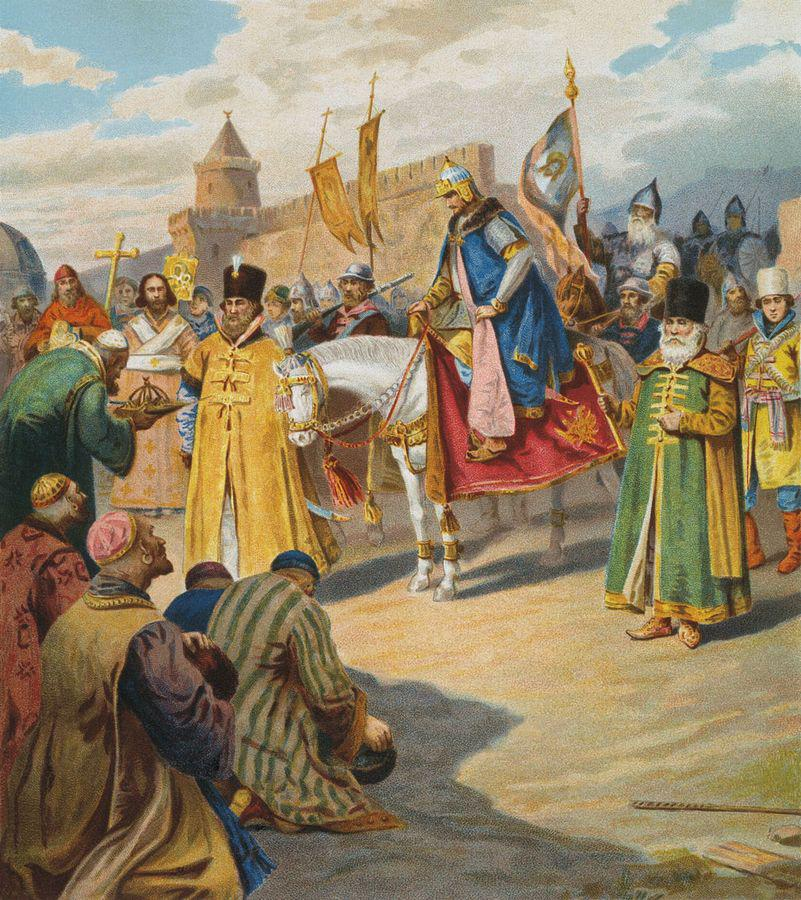
نگاره‌ای که فتح خانات کازان توسط ایوان چهارم را نشان می‌دهد.

روسیه تزاری از همان ابتدا شروع پهناور شدن کرد و وسعت آن از ۲.۸ میلیون کیلومتر در سال ۱۵۳۳، به ۵.۴ میلیون کیلومتر مربع در سال ۱۵۸۴ رسید. ایوان چهارم خانات کازان را در ولگا میانی در سال ۱۵۵۲ و سپس خانات آستراخان را در شمال دریای خزر ضمیمه خاک روسیه کرد. حال تزار روسیه تمام منطقه ولگا را تحت کنترل داشت و به آسیای مرکزی نیز دسترسی پیدا کرده بود. با این حال، گسترش به سمت شمال غربی و دریای بالتیک، بسیار دشوارتر بود. در سال ۱۵۵۸، ایوان به لیوونیا حمله کرد و در نهایت خود را درگیر یک جنگ عظیم ۲۵ ساله علیه کشورهای مشترک‌المنافع لهستان-لیتوانی، سوئد و دانمارک کرد. علیرغم پیشرفت‌های اولیه، ارتش ایوان به عقب رانده شد و روسیه نتوانست موقعیت مطلوبی را در دریای بالتیک به دست آورد. خان کریمه از فرصت تمرکز روسیه بر امور لیوونیا استفاده کرد و با بیش از ۱۰۰ هزار سوار بارها مسکو و مناطق مجاور آن را ویران کرد؛ تا اینکه نبرد مولودی به چنین تهاجماتی به سمت شمال پایان داد. اما برای دهه‌های آینده، مرزهای جنوبی روسیه هر سال توسط اردوی نوقای و خانات کریمه غارت و ساکنان محلی آنجا به عنوان برده، تاراج می‌شدند.
در اواخر دهه ۱۵۵۰، ایوان نسبت به مشاوران خود، دولتمردان و بویارها خصومت پیدا کرد و سیاست‌های پارانویایی وی آغاز شد. او در سال ۱۵۶۵ با سیستم اوپریچینینا روسیه را به دو بخش «قلمرو خصوصی» خود و «قلمرو عمومی» تقسیم کرد. ایوان برای حوزه خصوصی خود، برخی از مرفه‌ترین و مهم‌ترین مناطق روسیه را انتخاب کرد. در این مناطق، مأموران ایوان به بویارها، بازرگانان و حتی مردم عادی حمله کردند، برخی را کشتار و زمین و اموال را مصادره کردند. بدین ترتیب یک دهه عصر وحشت در روسیه آغاز شد که با قتل‌عام نووگورود (۱۵۷۰) به اوج خود رسید. در نتیجه سیاست‌های اوپریچینینا، ایوان قدرت اقتصادی و سیاسی خاندان‌های برجسته بویار را شکست و با این کار دقیقاً افرادی که روسیه را ساخته بودند و بیشترین توانایی را در اداره آن داشتند، نابود کرد. تجارت کاهش یافت و کشاورزان با افزایش مالیات و تهدید به خشونت، شروع به ترک روسیه کردند. تلاش برای کاهش فرار کشاورزان از انتصاب آنها به زمین، سیستم رعیت‌داری را در روسیه جدی‌تر کرد. در سال ۱۵۷۲، ایوان سرانجام برنامه اوپریچنینا را کنار گذاشت.

### پس از ایوان چهارم: عصر مشکلات

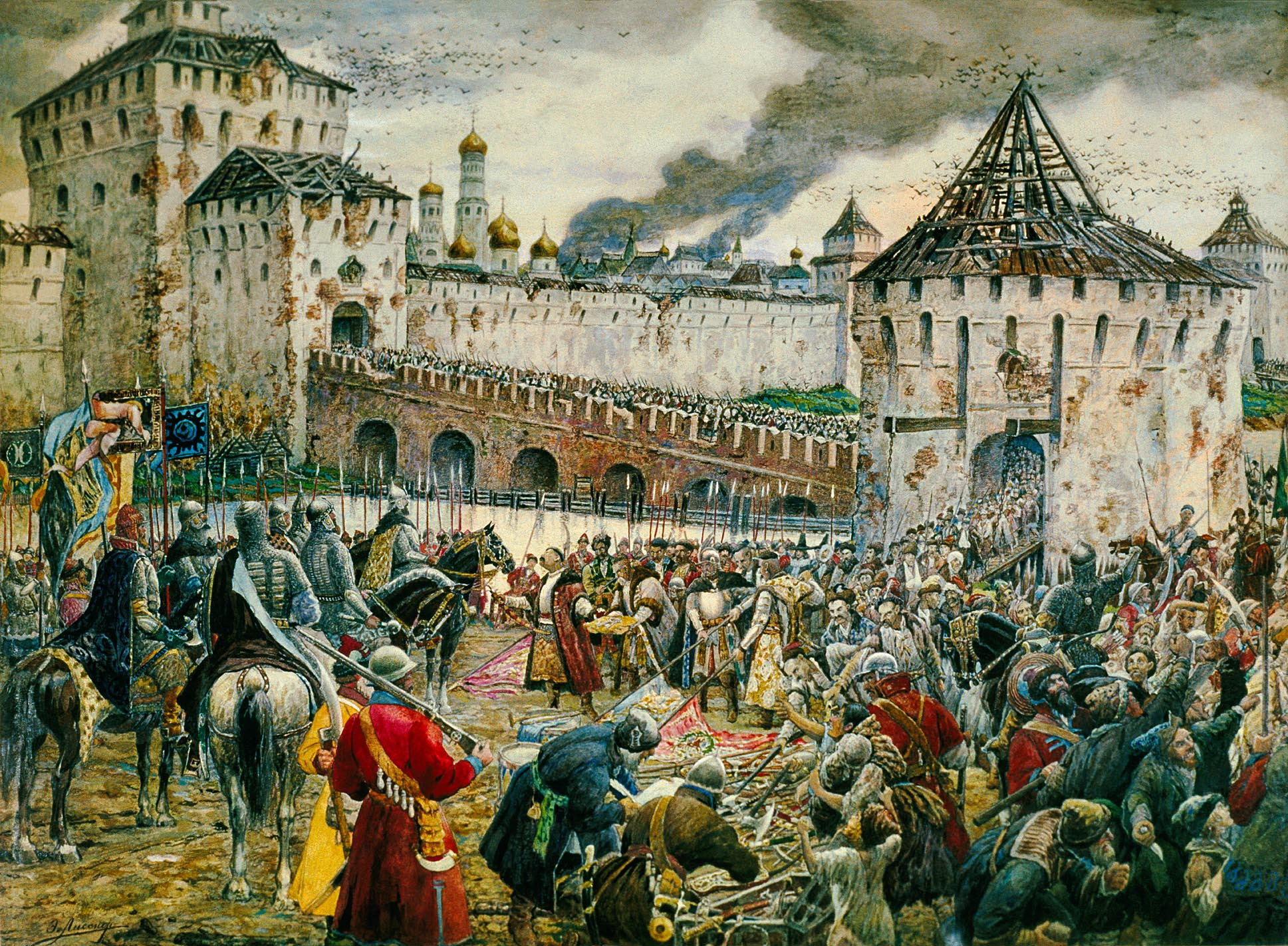
نگاره‌ای از مسکو در زمان مشکلات

ایوان چهارم در سال ۱۵۸۴ به‌طور ناگهانی درگذشت و پس از او پسرش فیودور یکم که احتمالاً از نظر ذهنی دچار کمبود بود و علاقه‌ای هم به حکومت نداشت، تزار روسیه شد. در واقعیت اما، قدرت به برادر زن فئودور یعنی بویار بوریس گودونوف رسید. شاید مهم‌ترین رویداد سلطنت فئودور اعلام پاتریارک مسکو در سال ۱۵۸۹ بود. ایجاد آن پاتریارک‌سالاری، تکامل کلیسای ارتدکس روسیه مجزا و کاملاً مستقل را به اوج خود رساند. در سال ۱۵۹۸، فئودور بدون بر جای گذاشتن وارثی درگذشت که موجب انقراض سلسله کهن روریک‌ها و بحران جانشینی تازه‌ای در روسیه شد.
نخست بوریس گودونوف جاه‌طلب، یک زمسکی سوبور (مجمع ملی) را از بویارها، مقامات کلیسا و مردم عادی تشکیل داد که او را تزار اعلام کرد؛ اگرچه جناح‌های مختلف بویار از به رسمیت شناختن وی خودداری کردند. خرابی گسترده محصولات زراعی باعث قحطی در روسیه (۱۶۰۳–۱۶۰۱) و در جریان نارضایتی متعاقب آن، ظاهر شدن مردی شد که ادعا می‌کرد تزارویچ دیمیتری، پسر ایوان چهارم است که تصور می‌شد در سال ۱۵۹۱ درگذشته است. دیمیتری که در لهستان مورد حمایت قرار گرفت، به سوی مسکو لشکر کشید و پیروانی را نیز در میان بویارها و سایر عناصر به دور خود جمع کرد. تاریخ‌پژوهان حدس می‌زنند که اگر گودونف در سال ۱۶۰۵ نمی‌مرد، روسیه می‌توانست این بحران را پشت سر بگذارد. در نتیجه، دیمیتری دروغین اول وارد مسکو شد و پس از به قتل رسیدن پسر گودونوف یعنی فیودور دوم، در همان سال تاج‌گذاری کرد.
از آن پس، روسیه وارد دوره‌ای از هرج و مرج و بحران سیاسی مستمر شد که به عنوان «زمان مشکلات» (به روسی: Смутное Время) شناخته می‌شود. در عین آزار و شکنجه بویارها توسط تزار، نارضایتی مردم شهر و فشار تدریجی بر دهقانان، تلاش‌ها برای محدود کردن قدرت تزار به جایی نرسید. روس‌های ناراضی که هیچ نهاد جایگزینی برای آن خودکامگی‌ها پیدا نکردند، پشت سر مدعیان مختلف تاج و تخت گرد می‌آمدند. در آن دوره، هدف از هرگونه فعالیت‌های سیاسی، به دست آوردن نفوذ بر حاکم مستبد بر تخت نشسته یا قرار دادن نامزد مورد نظر خود بر تاج و تخت بود. این بسیاری را بر آن داشت تا «استبداد تزاری» را به عنوان وسیله‌ای ضروری برای بازگرداندن نظم و وحدت در روسیه بپذیرند. زمان مشکلات یک دوره بحران اجتماعی عمیق و بی‌قانونی بود؛ بویارها با یکدیگر جنگیدند و رعایا کورکورانه شورش کردند. در جریان قحطی که از سال ۱۶۰۱ آغاز شد، روسیه یک سوم جمعیت خود را از دست داد و توسط مشترک‌المنافع لهستان-لیتوانی اشغال شد.
این اشغال لهستانی‌ها، به برانگیختن احساسات میهن‌پرستانه در روس‌ها انجامید و ارتش داوطلبی که توسط بازرگانان استروگانف تأمین و توسط کلیسای ارتدکس روسی متبرک شد، در نیژنی نووگورود تشکیل گشت و به رهبری پرنس دیمیتری پوژارسکی و کوزما مینین، لهستانی‌ها را از کرملین بیرون راند. زمان مشکلات با برگزیدن میخائیل جوان به عنوان تزار توسط زمسکی سوبور در سال ۱۶۱۳ به پایان رسید که موجب روی کار آمدن دودمان رومانوف شد؛ دودمانی که به مدت ۳۰۰ سال تا انقلاب فوریه در سال ۱۹۱۷ بر روسیه حکومت کرد.

### میخائیل یکم (۱۶۱۳–۱۶۴۵): تثبیت

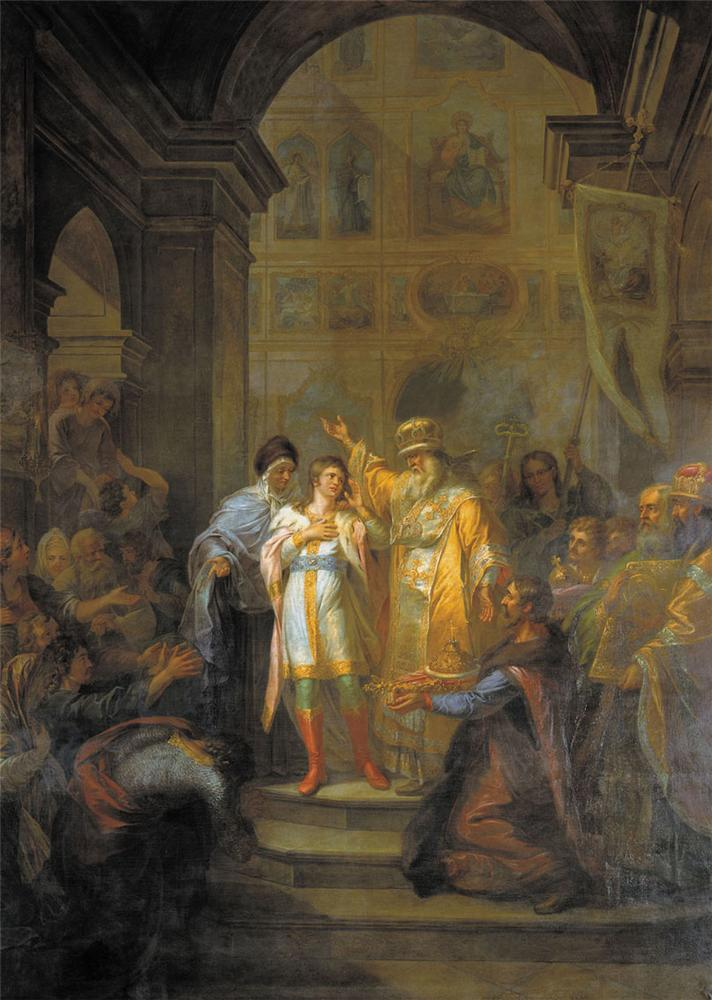
نگاره‌ای از برگزیدن میخائیل جوان به مقام تزار

الحاق میخائیل رومانوف پایان عصر مشکلات را مشخص کرد. وظیفه فوری سلسله جدید بازگرداندن نظم بود. در عین حال، دشمنان اصلی روسیه یعنی لهستان و سوئد، درگیر جنگ با یکدیگر شدند و این فرصت را برای روسیه فراهم شد تا در سال ۱۶۱۷ با سوئد صلح برقرار کند. سال‌های بعد با ترمیم اقتصاد و مدیریت عمومی مشخص شد. با این وجود، در جنگ اسمولنسک تزار میخائیل تلاش کرد تا اسمولنسک را که در زمان مشکلات به دست لهستان تصرف شده بود، به روسیه بازگردد. در زمان سلطنت میخائیل، روسیه شاهد یکی از بیشترین گسترش‌های سرزمینی در تاریخ خود بود. ازجمله فتح سیبری که از زمان ایوان مخوف آغاز شده بود و عمدتاً توسط کازاک‌ها انجام شد، در زمان او با شدت ادامه یافت. به لطف لشکرکشی‌ها میان سال‌های ۱۶۴۸ تا ۱۶۵۳، منطقه آمور (استان آمور کنونی) نیز ضمیمه خاک روسیه شد؛ اما این موضوع باعث ایجاد تنش با حکومت چین شد که روسیه را وادار کرد از آمور چشم بپوشد.

### الکسی یکم (۱۶۴۵–۱۴۷۶): تکامل
پس مرگ تزار میخائیل در سال ۱۶۴۵، پسرش الکسی یکم جانشین او شد. در سال ۱۶۵۳، ضعف و بی‌ثباتی لهستان که به تازگی از قیام خملنیتسکی پدید آمده بود، تزار الکسی را برای الحاق سرزمین‌های قدیمی روسیه تشویق کرد. لشکرکشی اولیه روسی، یک پیروزی کامل با دستاوردهای بی‌وقفه بود و تعداد زیادی شهر از جمله قلعه مهم اسمولنسک به دست روس‌ها افتاد. سوئد نیز فرصت را غنیمت شمرد و به لهستان حمله‌ور گشت و با این اینکه روسیه در ابتدا واکنشی به حمله سوئد نداشت، سرانجام الکسی و کارل دهم گوستاو امپراتور سوئد بر سر تقسیم تصرفات با هم به نزاع برخاستند و در پایان ماه مه ۱۶۵۶، الکسی به سوئد اعلان جنگ داد. روسیه از جنگ با سوئد انتظار دستاوردهای بزرگی داشت؛ اما چیزی از آن حاصل نشد. جنگ لهستان شش سال بیشتر به درازا کشید و سپس با آتش‌بس آندروسوو در ۱۱ فوریه ۱۶۶۷، اسماً پس از سیزده سال به پایان رسید. طبق این آتش‌بس، پولوتسک و لیوونیای لهستانی به لهستان بازگردانده شدند، اما شهرهای مهم‌تر اسمولنسک و کی‌یف به همراه کل ساحل شرقی رودخانه دنیپر به قلمرو روسیه بازگشتند.

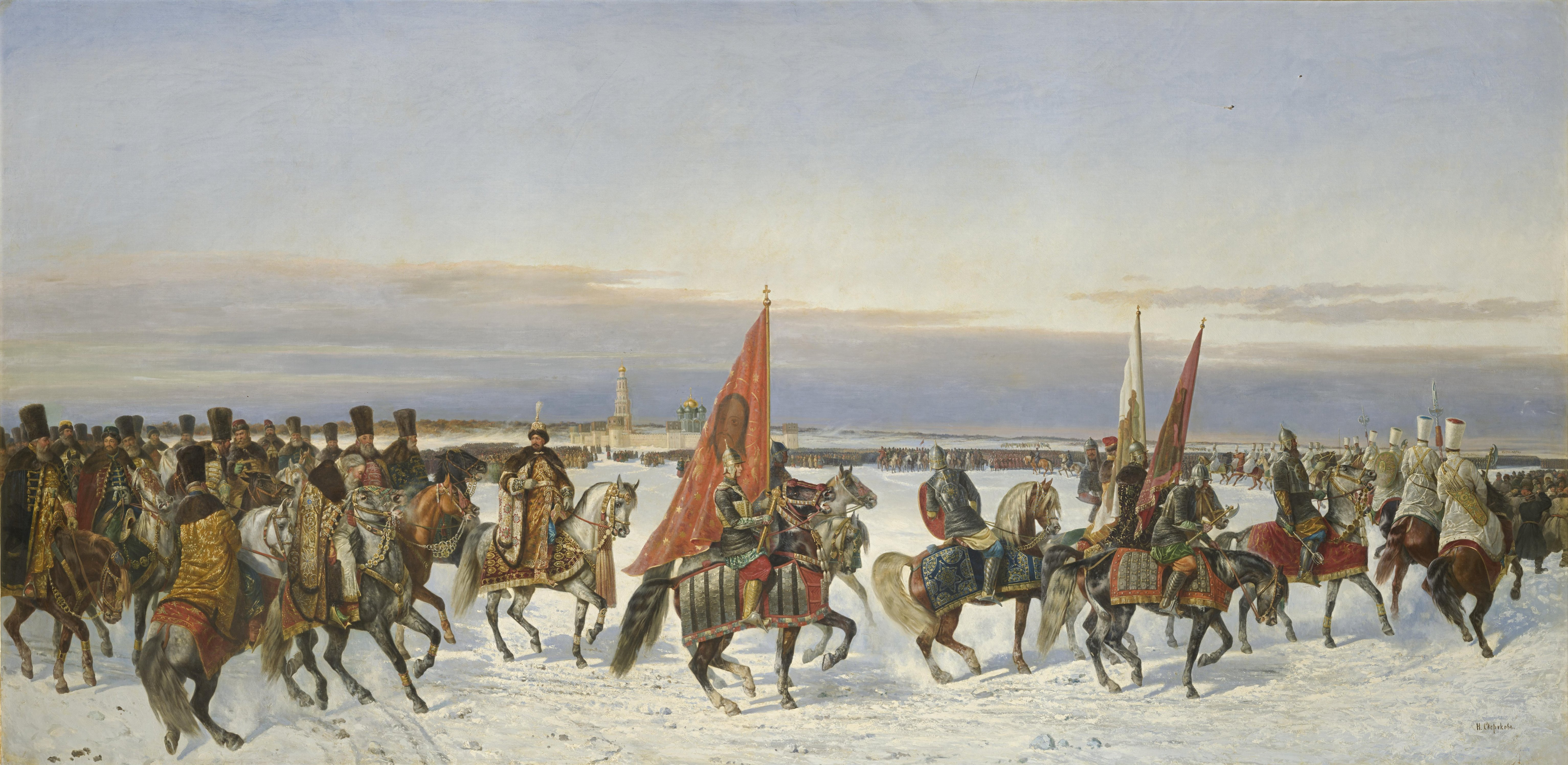
نگاره‌ای از تزار الکسی حین بازدید از سپاهش در سال ۱۷۶۴ میلادی

سیاست‌های دولت در زمان سلطنت تزار الکسی به شورش نمک در سال ۱۶۴۸ و شورش مس در سال ۱۶۶۲ و جنگ ویرانگر با لهستان، شکاف کلیسا و بردگی دهقانان منجر، به بزرگ‌ترین قیام کازاک‌ها و کشاورزان به رهبری استپان رازین تا آن زمان شد که کل منطقه ولگا و جنوب روسیه را در بر گرفت. قیام توسط نیروهای تزاری سرکوب شد و رهبران آن اعدام شدند. یک واقعه مهم دیگر در زمان سلطنت الکسی میخایلوویچ اصلاحات کلیسایی مشهور به «راسکول» توسط پاتریارک نیکون بود که منجر به انشعاب مذهبی و مقاومت در بین بخش بزرگی از جمعیت شد. از آن پس باورمندان کهن که اصلاحات نیکون را قبول نکردند، از کلیسا جدا شدند و برای مدت‌ها تحت آزار و اذیت حکومت قرار گرفتند.
الکسی یکم، یکی از مهم‌ترین و تأثیرگذارترین تزارهای روسیه بود. اصلاحات او زمینه‌های گوناگونی از کشور را در بر گرفت. الکسی در سال ۱۶۴۸ با استفاده از تجربه ایجاد هنگ‌های نظام خارجی در دوران سلطنت پدرش، اصلاحات خود را در ارتش آغاز کرد. جهت اصلی اصلاحات او، ایجاد انبوه هنگ‌های نظام جدید بود که ستون فقرات ارتش جدید تزار الکسی را تشکیل دادند. برای تحقق اهداف اصلاحی، شمار زیادی از متخصصان نظامی اروپایی به عنوان مستشار استخدام شدند. نارضایتی‌های مردمی که با شورش نشان داده شد، تا حدی به دلیل صدور قوانین جدید رعیت‌داری در سال ۱۶۴۹ بود که زندگی را بر رعایا دشوارتر کردند و جایگزین قوانین ایوان مخوف شدند. قوانینی که تزار الکسی تصویب کرد تا سده نوزدهم در روسیه پابرجا ماند.
استبداد تزاری به دلیل قدرت بوروکراسی مرکزی دولت، از زمان مشکلات و تزارهای ضعیف یا فاسد، جان سالم به در برده بود. کارمندان دولت صرف نظر از مشروعیت حاکم یا نفوذ بویارها بر تاج و تخت، همچنان به فعالیت خود ادامه می‌دادند. در قرن هفدهم، بوروکراسی به‌طرز چشمگیری گسترش یافت؛ شمار ادارات دولتی از ۲۲ مورد در سال ۱۶۱۳، به ۸۰ مورد تا اواسط قرن افزایش یافت. اما دولت مرکزی از طریق فرمانداران استانی قادر به کنترل و تنظیم تمام گروه‌های اجتماعی، تجارت، تولید و حتی کلیسای ارتدکس روسی بود.

### پس از الکسی یکم: رقابت

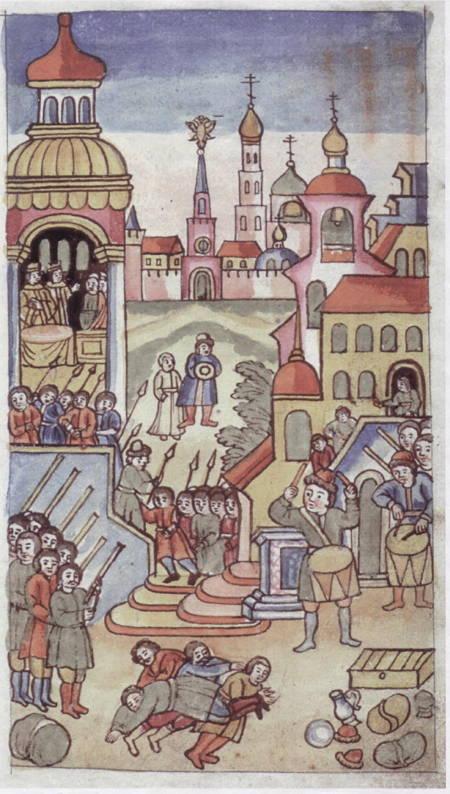
یک نگاره تاریخی از شورش استرلتسی‌ها در کرملین مسکو

سرانجام تزار الکسی که پس از سه دهه سلطنت با بحران‌های سیاسی و نظامی فرسوده شده بود، در سال ۱۶۷۶ به دلیل بیماری قلبی و کلیوی در مسکو درگذشت. پس از مرگ وی پسر بزرگ او فئودور از همسر اولش ماریا میلوسلاوسکایا که بیمار و معلول بود، به عنوان فیودور سوم بر تخت روسیه تزاری نشست و چند سال متأثر از اشراف سلطنت کرد. علیرغم سلامتی ضعیف مادرزادی، او موفق به انجام اصلاحاتی ازجمله در مورد بهبود شایسته‌سالاری در ادارات دولتی، مدنی و نظامی و همچنین تأسیس آکادمی لاتین یونانی اسلاوی شد که اولین مؤسسه آموزش عالی روسیه بود. پس از مرگ فئودور، تاج و تخت روسیه دوباره گرفتار آشوب شد و میان خاندان‌های میلوسلاوسکی و ناریشکین، بر سر اینکه کدام یک از پسران تزار الکسی بر تخت می‌نشیند نزاع در گرفت.
از آنجا که ایوان هم مانند برادر بزرگ‌ترش فئودور معلول بود، بزرگان پتر را برای جانشینی برگزیدند. اما میلوسلاوسکی‌های ناراضی به رهبری سوفیا آلکسیونا دختر بزرگ تزار الکسی، هنگ‌های استرلتسی را برای شورش در مسکو برانگیختند. متعاقب آن، سوفیا هر دو برادران خود را مشترکاً به تخت نشاند و ایوان به عنوان تزار ارشد و پتر به عنوان تزار کوچک در نظر گرفته شد. دوران سلطنت ایوان به دلیل مشکلات جسمی و روحی وی تنها اسمی بود و در عمل، قدرت واقعی توسط سوفیا خواهر تنی ایوان و ناتنی پیتر به عنوان نایب‌السلطنه اعمال گشت. او نخستین زن فرمانروا در تاریخ روسیه بود که به مدت هفت سال بر این کشور حکومت کرد. سوفیا حکومت را خوب ادامه داد و مانند پدر و برادرش مسیر اصلاحات و ترقی در روسیه را با شتاب بیشتری دنبال کرد. او در طول هفت سال حکومت، سیاست‌های بازداشت دهقانان فراری را کاهش داد که باعث نارضایتی بویارها شد و همچنین برای سازماندهی ارتش تلاش کرد و مسئولیت تکمیل آکادمی لاتین یونانی اسلاوی را برعهده گرفت. پیمان صلح ابدی (۱۶۸۶) با لهستان و پیمان نرچینسک با دودمان چینگ چین در زمان او منعقد شدند.
دو شکست فاجعه‌بار در لشکرکشی‌های روسیه به خانات کریمه پس از عضویت این کشور در اتحاد مقدس (۱۶۸۴)، ارکان حکومت سوفیا را سست کردند و سراجام دولت وی با کودتایی از سوی پتر جوان ساقط شد. از لحاظ اسمی، ایوان و پیتر با هم فرمانروا بودند، اما پتر هنوز هم نتوانست کنترل واقعی بر امور روسیه را به دست آورد؛ زیرا این بار ناریشکین‌ها به رهبری مادرش ناتالیا ناریشکینا، زمام امور را به دست گرفتند و خود او نیز به مدت ۵ سال به نیابت پسرش سلطنت کرد. اگرچه هیچ دستاورد حکومتی قابل توجهی از سوی ناتالیا وجود نداشت، تأثیر او در رشد شخصیت پسرش پیتر قابل توجه بود. تنها زمانی که ناتالیا در سال ۱۶۹۴ درگذشت، پتر که در آن زمان ۲۲ ساله شده بود توانست به یک حاکم مستقل تبدیل شود.

### پتر کبیر (۱۶۸۲–۱۷۲۵): جهش

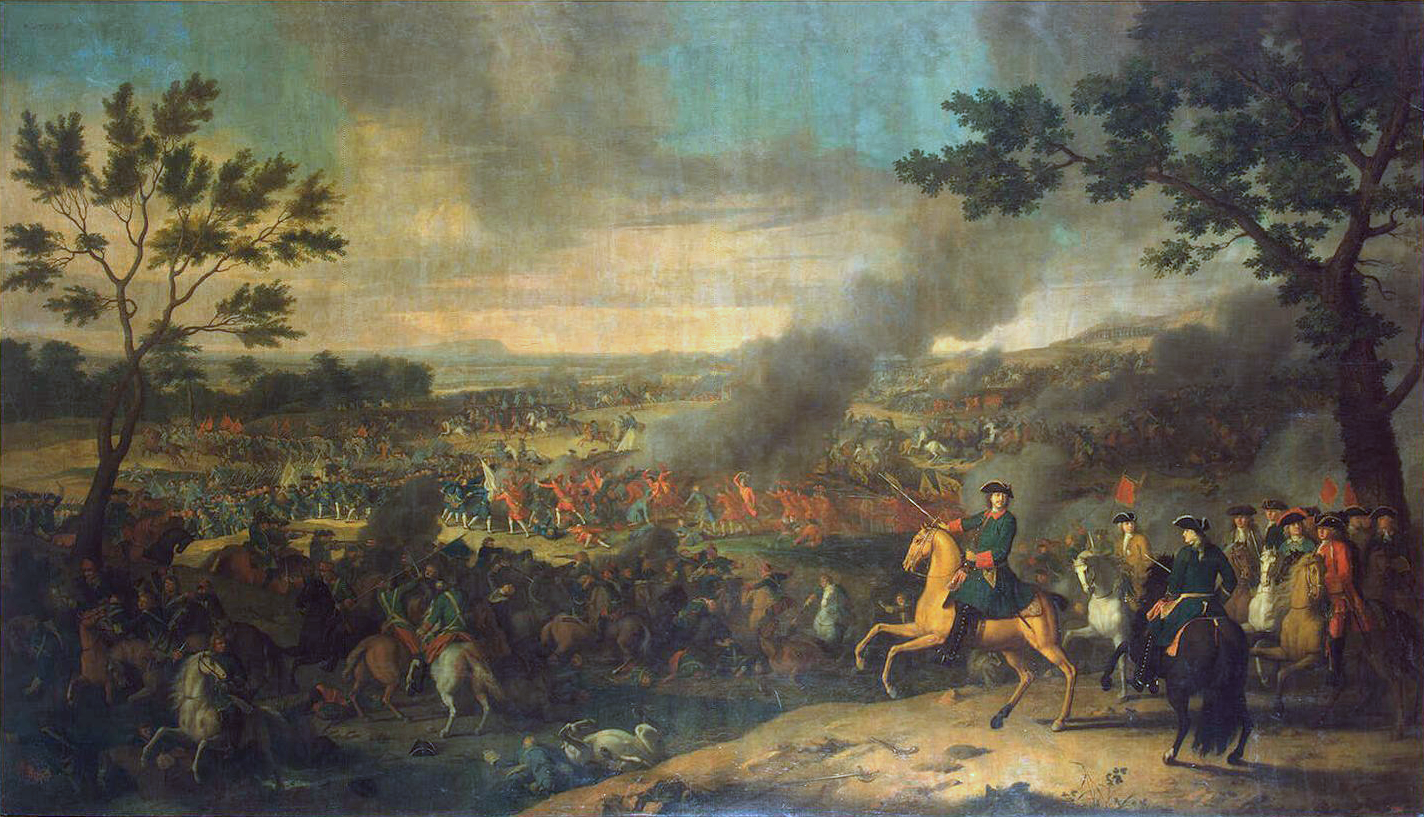
نگارهٔ «نبرد پلتاوا» اثر لوئیس کاراواک در ۱۷۱۸م؛ نبرد پولتاوا بزرگ‌ترین و سرنوشت‌سازترین نبرد در جنگ بزرگ شمالی بود. این نبرد به وضعیت امپراتوری سوئد به عنوان یک قدرت بزرگ اروپایی و همچنین گسترش آن به شرق خاتمه داد و آغاز تسلط روسیه بر اروپای شرقی بود.

پتر که در نه سالگی تاج‌گذاری کرده بود، به علت کمی سن در محلی در حومه مسکو در تبعید به سر می‌برد و عملاً نقشی در حکومت نداشت. او که در سال ۱۶۸۹ با خلع ید خواهرش سوفیا، خود به تنهایی قدرت را به دست گرفت، مؤسس روسیه مدرن به‌شمار می‌رود و به پتر کبیر معروف شده است. پتر که از ابتدا نظر به جهان غرب داشت و به دنبال راهی برای گشودن نفوذ روسیه به آب‌های آزاد بود، نخست در لشکرکشی‌های آزوف بندر آزوف را از امپراتوری عثمانی گرفت. او سپس از سال ۱۶۹۷ تا ۱۶۹۹ به سفر به دور اروپا رفت تا از نزدیک با صنایع و پیشرفت‌های غرب آشنا شود. در بازگشت او اتحادیه‌ای با دانمارک و لهستان علیه امپراتوری سوئد تشکیل داد که منجر به ۲۱ سال جنگ بزرگ شمالی شد.
اصلاحات پتر در جریان این جنگ متوقف نشد؛ او با استفاده از تجربیاتی که از طریق مربیان هلندی، آلمانی و سوئیسی به اروپا کسب کرده بود، اقدامات گسترده‌ای را در جهت مدرن کردن روسیه آغاز کرد. پتر نخستین نیروی زمینی و نیروی دریایی مدرن را در تاریخ روسیه ایجاد کرد و سیستم اداری را به تبعیت از دولت سوئد تغییر داد. او در سال ۱۷۰۳ نخستین روزنامه روسی را تأسیس کرد و بنیان شهر سنت پترزبورگ را که به عنوان نماد این پیروزی تأسیس شده بود، آغاز کرد که در سال ۱۷۱۲ پایتخت جدید روسیه شد. پتر تقویم روسیه را به گاه‌شماری ژولینی تغییر داد و آموزش عالی و صنعتی‌سازی را در کشورش ترویج کرد؛ آکادمی علوم روسیه و دانشگاه دولتی سنت پترزبورگ در سال ۱۷۲۴، یک سال قبل از مرگ او تأسیس شدند.
پتر در سال ۱۷۰۳ اینگریا را از قلمرو سوئد تصرف کرد و با شکست کارل دوازدهم در نبرد پولتاوا مسیر جنگ را تغییر داد. او در سال ۱۷۱۰ مناطق استونی، لیوونی و فندلاند را نیز تصرف نمود. کارل دوازدهم هم که به عثمانی گریخته بود، دیگر نتوانست قدرت بگیرد و سرانجام در ۱۱ دسامبر ۱۷۱۸ میلادی در جریان نبردی مشهور به محاصره فردریکستن کشته شد. پتر از این فرصت استفاده نمود و جنوب سوئد را کاملاً غارت و سوئد را وادار به انعقاد پیمان نیستاد کرد.

### جایگزینی با امپراتوری

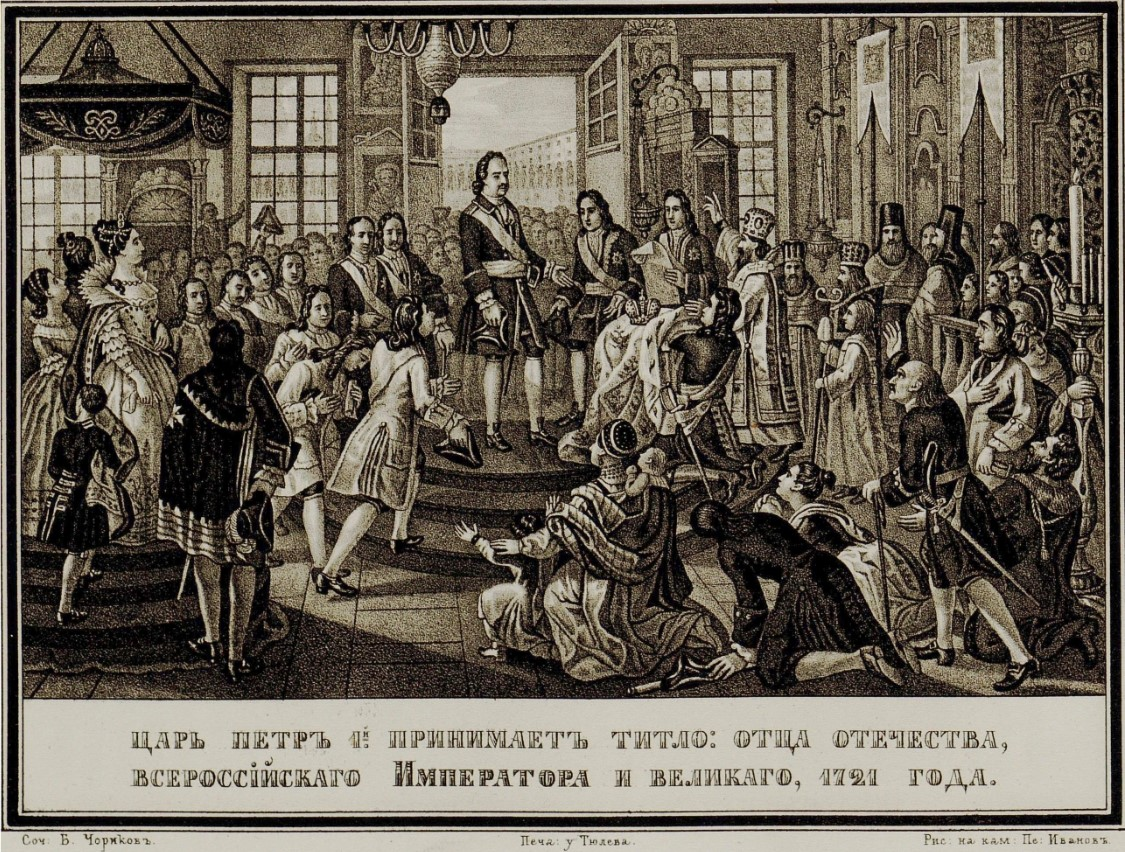
پتر در سال ۱۷۲۱ میلادی به عنوان امپراتور روسیه تاج‌گذاری می‌کند؛ اثر بوریس چوریکوف در ۱۸۳۶م.

پیروزی‌های پتر در جنگ بزرگ شمالی به دوران سوئد به عنوان یک قدرت بزرگ و تسلط آن بر منطقۀ بالتیک پایان داد و در عین حال، جایگاه روسیه را تا حدی بالا برد که به عنوان یک امپراتوری به رسمیت شناخته شد. در سپتامبر ۱۷۲۱، مجلس سنای روسیه و شورای حکام عناوین «کبیر»، «پدر کشور» و «امپراتور تمام روسیه» را به پتر اعطا کردند و او در ۲ نوامبر ۱۷۲۱، رسماً هر سه عنوان را پذیرفت و روسیه تزاری را با امپراتوری روسیه جایگزین کرد. دولت‌های اروپایی نیز به مرور فرمانروایان روسیه را به عنوان امپراتور به رسمیت شناختند.